# Burgess Sidney Gaither
Burgess Sidney Gaither (* 16. März 1807 bei Turnersburg, North Carolina; † 23. Februar 1892 in Morganton, North Carolina) war ein US-amerikanischer Jurist und sowohl als Politiker für die Vereinigten Staaten als auch für die Konföderierten Staaten tätig. Er gehörte der presbyterianischen Kirchen an und war ein Führer bei den Sons of Temperance.

## Werdegang
Burgess Sidney Gaither wurde ungefähr fünf Jahre vor dem Ausbruch des Britisch-Amerikanischen Krieges bei Rocky Creek in der Tabor Church Gemeinde bei Turnersburg (Iredell County) geboren. Er war der achte Sohn von Amelia Martin und Burgess Gaither (1757–1819). Sein Vater vertrat das Iredell County 1792 sowie jedes Jahr zwischen 1796 und 1801 im Repräsentantenhaus von North Carolina. Die Gaithers stammten von einer angesehenen Familie aus Maryland ab, deren Vorfahren ursprünglich von Jamestown (Virginia) dort hinzogen. Burgess Sidney Gaither besuchte die Schule von Dr. James Hall (1744–1826) an der Bethany Church im Iredell County. Um 1829 zog er dann nach Morganton (Burke County), wo er auf die Morganton Academy ging. Für eine kurze Zeit besuchte er 1830 die University of Georgia. Davor studierte er Jura bei seinem älteren Bruder Alfred Moore Gaither (1793–1829) und nach dessen Tod beim Richter David Franklin Caldwell (1792–1867) aus Salisbury (Rowan County). Seine Zulassung als Anwalt erhielt er 1829. Er wurde 1830 durch Richter Willie Person Mangum (1792–1861) als Clerk am Superior Court of Burke County eingestellt – eine Anstellung, welcher er bis 1837 nachging.
Gaither verfolgte auch eine politische Laufbahn. Im Alter von 28 Jahren vertrat er 1835 das Burke County bei der Verfassunggebenden Versammlung von North Carolina, welche zwischen dem 4. und 11. Juli in Raleigh stattfand. Zwischen 1840 und 1841 vertrat er dann das Burke County im Senat von North Carolina. Er gehörte der Whig Party an und war Parteivorsitzender. 1839 nahm er als Delegierter an der Whig National Convention in Harrisburg (Pennsylvania) teil. Während jener Zeit rief man ihn mit Colonel Gaither an. US-Präsident John Tyler (1790–1862) ernannte ihn 1841 zum Superintendent der Bundesmünzanstalt in Charlotte (Mecklenburg County). Gaither trat am 31. August von seinem Senatssitz zurück und bekleidete den neuen Posten bis 1843. Jene Zeit war von der Wirtschaftskrise von 1837 überschattet. Gaither wurde 1844 erneut für das Burke County in den Senat von North Carolina gewählt und war im selben Jahr als Speaker tätig.
Neben seiner politischen Tätigkeit ging er zwischen 1844 und 1852 einer Beschäftigung als Solicitor in dem geografisch umfangreichen siebten Gerichtsbezirk nach, welcher das Gebiet vom Burke County und Cleveland County bis hin zu der Grenze von Tennessee umfasste. Er reiste viel in jener Zeit, um an Gerichtsverhandlungen teilzunehmen, was ihm im westlichen North Carolina eine gute politische Basis einbrachte. Diese Zeit war vom Mexikanisch-Amerikanischen Krieg überschattet.
In den Jahren 1851 und 1853 kandidierte er erfolglos für einen Sitz im US-Kongress. Beide Male unterlag er dem demokratischen Kandidaten Thomas Lanier Clingman (1812–1897). Gaither saß 1852 im Repräsentantenhaus von North Carolina und zwischen 1860 und 1861 erneut im Senat von North Carolina. Als die polarisierenden Streitpunkte, die 1860 aufkamen, zum Ausbruch des Bürgerkrieges führten, unterstützte Gaither zu Beginn die Consolidated Union Party, jedoch änderte später seine Position zugunsten der Konföderierten Staaten, als US-Präsident Abraham Lincoln (1809–1865) am 15. April 1861 begann Truppen einzuziehen. Gaither war ein entschiedener Gegner der Sezession. Am 12. Februar 1861 schrieb er aber an den früheren US-Senator William Alexander Graham (1804–1875) folgendes:

„I see no hope for anything else but a civil war of interminable extent.“

Nachdem er auf die Seite der Sezessionisten gewechselt war, wählte man ihn im November 1861 in den ersten Konföderiertenkongress, wo er den neunten Wahlbezirk vertrat. Dieser umfasste folgende Counties: Alexander County, Alleghany County, Ashe County, Burke County, Caldwell County, Davie County, Iredell County, Surry County, Wilkes County und Yadkin County. Seinen Dienst trat er am 18. Februar 1862 an. Zwei Jahre später wurde er in den zweiten Konföderiertenkongress wiedergewählt und diente dort vom 2. Mai 1864 bis zum Ende der Konföderation im Jahre 1865. Als Delegierter hatte er den Vorsitz im Untersuchungsausschuss das Roanoke Island Desaster betreffend. Unterstützte die konföderierte Zentralregierung, sofern die Zuständigkeit klar war, ging aber energisch gegen jeden Versuch vor, welcher in die Rechte von Staaten und Individuen eingriff. Im März 1863 trat er für die Loyalität von North Carolina ein, als diese in der Gesetzgebungsdebatte in Richmond (Virginia) angefochten wurde. Er war das einzige Mitglied in der Delegation von North Carolina, welches die Bewaffnung der Sklaven befürwortete.
Nach dem Krieg nahm er in Morganton seine Tätigkeit als Anwalt wieder auf.
Als ein Advocate der Conservative Party und später als ein Demokrat war er strikt gegen eine radikale Reconstruction. Obwohl Gouverneur Jonathan Worth (1802–1869) und andere um eine präsidiale Begnadigung für Gaither ersuchten, weigerte sich William Woods Holden (1818–1892) ihm eine zu bewilligen. Die Conservative Party nominierte Gaither 1868 für einen Sitz im US-Kongress. Er unterlag gegenüber dem republikanischen Kandidaten Alexander H. Jones (1822–1901) aus Asheville (Buncombe County). Während seiner Kampagne sprach sich Gaither entschieden gegen die Verfassunggebende Versammlung von 1868 aus.
Gaither praktizierte danach bis zu seinem Tod in Morganton weiter als Anwalt. Er wurde dort auf dem alten Friedhof der presbyterianischen Kirchen beigesetzt. Als der Friedhof später zwecks der Vergrößerung der Kirche verändert wurde, ging sein Grabstein verloren und sein Grab ist seit diesem Zeitpunkt nicht mehr markiert.

## Familie
Gaither war zweimal verheiratet. Am 30. Juli 1830 heiratete er Elizabeth Sharpe Erwin (1804–1859) aus Morganton, Tochter von Matilda Sharpe (1769–1843) und William Willoughby Erwin (1764–1837). Das Paar bekam drei Kinder: Alfred Haywood (1833–1861), William (* 1834) und Delia Emma (1837–1913). Nach dem Tod seiner ersten Ehefrau heiratete er dann Sarah F. Corpening (1850–1911), Tochter von Jane Eliza „Eliza“ Horton (1819–1875) und David Jackson „Linville Jack“ Corpening (1819–1870). Das Paar bekam einen Sohn: Burgess Sidney junior (1872–1942).